# 34284 Seancampbell
34284 Seancampbell è un asteroide della fascia principale. Scoperto nel 2000, presenta un'orbita caratterizzata da un semiasse maggiore pari a 2,2445006 au e da un'eccentricità di 0,1337127, inclinata di 5,48684° rispetto all'eclittica.